# Irving W. Drew
Irving W. Drew (Colebrook, 1845. január 8. – Montclair, 1922. április 10.) az Amerikai Egyesült Államok szenátora (New Hampshire, 1918).